# Општина Сентла (Табаско)
Сентла (шп. Centla) општина је у Мексику у савезној држави Табаско. Општина се налази на надморској висини од 1 м.

## Становништво
Према подацима из 2010. у општини је живело 102110 становника.

### Хронологија
| Година       | 2000                  | 2005                  | 2010                   |
| ------------ | --------------------- | --------------------- | ---------------------- |
| Становништво | 88218 (44350 / 43868) | 92755 (46411 / 46344) | 102110 (50925 / 51185) |

### Попис
| \| \| м \| \| \| ж \| \| 0—2 \| 3.320 \| \| \| 3.341 \| \| 3—5 \| 3.669 \| \| \| 3.345 \| \| 6—11 \| 6.769 \| \| \| 6.474 \| \| 12—14 \| 3.245 \| \| \| 3.235 \| \| 15—17 \| 3.328 \| \| \| 3.319 \| \| 18—24 \| 6.966 \| \| \| 7.153 \| \| 60+ \| 3.932 \| \| \| 3.861 \| \| Просек : \| 27,1 \| \| \| 27,5 \| |       |  |  |       |
| |       |  |  |       |
| | м     |  |  | ж     |
| 0—2 | 3.320 |  |  | 3.341 |
| 3—5 | 3.669 |  |  | 3.345 |
| 6—11 | 6.769 |  |  | 6.474 |
| 12—14 | 3.245 |  |  | 3.235 |
| 15—17 | 3.328 |  |  | 3.319 |
| 18—24 | 6.966 |  |  | 7.153 |
| 60+ | 3.932 |  |  | 3.861 |
| Просек : | 27,1  |  |  | 27,5  |

| #   | Индикатор                                                                                        | Вредност |
| --- | ------------------------------------------------------------------------------------------------ | -------- |
| 1   | Становништво од 0 до 2 године                                                                    | 6661     |
| 2   | Мушко становништво од 0 до 2 године                                                              | 3320     |
| 3   | Женско становништво од 0 до 2 године                                                             | 3341     |
| 4   | Становништво са 3 и више година                                                                  | 95148    |
| 5   | Мушко становништво са 3 и више година                                                            | 47455    |
| 6   | Женско становништво са 3 и више година                                                           | 47693    |
| 7   | Становништво са 5 и више година                                                                  | 90485    |
| 8   | Мушко становништво са 5 и више година                                                            | 45014    |
| 9   | Женско становништво са 5 и више година                                                           | 45471    |
| 10  | Становништво са 12 и више година                                                                 | 74891    |
| 11  | Мушко становништво са 12 и више година                                                           | 37017    |
| 12  | Женско становништво са 12 и више година                                                          | 37874    |
| 13  | Становништво са 15 и више година                                                                 | 68411    |
| 14  | Мушко становништво са 15 и више година                                                           | 33772    |
| 15  | Женско становништво са 15 и више година                                                          | 34639    |
| 16  | Становништво са 18 и више година                                                                 | 61764    |
| 17  | Мушко становништво са 18 и више година                                                           | 30444    |
| 18  | Женско становништво са 18 и више година                                                          | 31320    |
| 19  | Становништво од 3 до 5 година                                                                    | 7014     |
| 20  | Мушко становништво од 3 до 5 година                                                              | 3669     |
| 21  | Женско становништво од 3 до 5 година                                                             | 3345     |
| 22  | Становништво од 6 до 11 година                                                                   | 13243    |
| 23  | Мушко становништво од 6 до 11 година                                                             | 6769     |
| 24  | Женско становништво од 6 до 11 година                                                            | 6474     |
| 25  | Становништво од 8 до 14 година                                                                   | 15251    |
| 26  | Мушко становништво од 8 до 14 година                                                             | 7714     |
| 27  | Женско становништво од 8 до 14 година                                                            | 7537     |
| 28  | Становништво од 12 до 14 година                                                                  | 6480     |
| 29  | Мушко становништво од 12 до 14 година                                                            | 3245     |
| 30  | Женско становништво од 12 до 14 година                                                           | 3235     |
| 31  | Становништво од 15 до 17 година                                                                  | 6647     |
| 32  | Мушко становништво од 15 до 17 година                                                            | 3328     |
| 33  | Женско становништво од 15 до 17 година                                                           | 3319     |
| 34  | Становништво од 18 до 24 године                                                                  | 14119    |
| 35  | Мушко становништво од 18 до 24 године                                                            | 6966     |
| 36  | Женско становништво од 18 до 24 године                                                           | 7153     |
| 37  | Женско становништво од 15 до 49 година                                                           | 27132    |
| 38  | Становништво са 60 и више година                                                                 | 7793     |
| 39  | Мушко становништво са 60 и више година                                                           | 3932     |
| 40  | Женско становништво са 60 и више година                                                          | 3861     |
| 41  | Однос између мушкараца и жена                                                                    | 99.49    |
| 42  | Становништво од нуле до 14 година                                                                | 33398    |
| 43  | Становништво од 15 до 64 године                                                                  | 62927    |
| 44  | Становништво од 65 година и више                                                                 | 5484     |
| 45  | Просечан број деце                                                                               | 2.63     |
| 46  | Становништво рођено у ентитету                                                                   | 96604    |
| 47  | Мушко становништво рођено у ентитету                                                             | 48018    |
| 48  | Женско становништво рођено у ентитету                                                            | 48586    |
| 49  | Становништво рођено у другом ентитету                                                            | 4875     |
| 50  | Мушко становништво рођено у другом ентитету                                                      | 2586     |
| 51  | Женско становништво рођено у другом ентитету                                                     | 2289     |
| 52  | Становништво од 5 година и више резидентно у ентитету у јуну 2005. године                        | 88397    |
| 53  | Мушко становништво старосног доба од 5 година и више, резидентно у ентитету у јуну 2005. године  | 43906    |
| 54  | Женско становништво старосног доба од 5 и више година, резидентно у ентитету у јуну 2005. године | 44491    |
| 55  | Становништво од 5 година и више које је живело у другом ентитету у јуну 2005. године             | 1552     |
| 56  | Мушко становништво старије од 5 година које је живело у другом ентитету у јуну 2005. године      | 811      |
| 57  | Женско становништво старије од 5 година које је живело у другом ентитету у јуну 2005. године     | 741      |
| 58  | Становништво од 3 године и више које говори аутохтони језик                                      | 3486     |
| 59  | Мушко становништво старо 3 године и више које говори аутохтони језик                             | 2050     |
| 60  | Женско становништво старо 3 године и више које говори аутохтони језик                            | 1436     |
| 61  | Становништво од 3 године и више које говори аутохтони језик и не говори шпански језик            | 6        |
| 62  | Мушко становништво старо 3 године и више које говори аутохтони језик и не говори шпански         | 1        |
| 63  | Женско становништво старо 3 године и више које говори аутохтони језик и не говори шпански језик  | 5        |
| 64  | Становништво старо 3 године и више које говори аутохтони језик и шпански                         | 3269     |
| 65  | Мушко становништво старо 3 године и више које говори аутохтони језик и шпански                   | 1938     |
| 66  | Женско становништво старо 3 године и више које говори аутохтони језик и шпански                  | 1331     |
| 67  | Становништво од 5 година и више које говори аутохтони језик                                      | 3480     |
| 68  | Становништво од 5 година и више које говори аутохтони језик и не говори шпански језик            | 6        |
| 69  | Становништво од 5 година и више које говори аутохтони језик и говори шпански језик               | 3266     |
| 70  | Становништво у домородачким домаћинствима                                                        | 10228    |
| 71  | Становништво са ограничењима у активностима                                                      | 4432     |
| 72  | Становништво са ограниченим ходањем или кретањем, горе или доле                                  | 2150     |
| 73  | Становници са ограничењима вида, чак и уз кориштење сочива                                       | 1541     |
| 74  | Становништво са ограничењима говора, комуникације или конверзације                               | 540      |
| 75  | Становништво са ограниченим слухом                                                               | 440      |
| 76  | Становништво са ограничењима при одевању, купању или јелу                                        | 216      |
| 77  | Становништво са ограничењима у опажању или учењу једноставних ствари                             | 225      |
| 78  | Становништво са менталним ограничењима                                                           | 393      |
| 79  | Становништво без ограничења активности                                                           | 96649    |
| 80  | Становништво од 3 до 5 година које не похађа школу                                               | 1933     |
| 81  | Мушко становништво од 3 до 5 година које не похађа школу                                         | 1008     |
| 82  | Женско становништво од 3 до 5 година које не похађа школу                                        | 925      |
| 83  | Становништво од 6 до 11 година које не похађа школу                                              | 253      |
| 84  | Мушко становништво од 6 до 11 година које не похађа школу                                        | 129      |
| 85  | Женско становништво од 6 до 11 година које не похађа школу                                       | 124      |
| 86  | Становништво од 12 до 14 година које не похађа школу                                             | 311      |
| 87  | Мушко становништво од 12 до 14 година које не похађа школу                                       | 126      |
| 88  | Женско становништво од 12 до 14 година које не похађа школу                                      | 185      |
| 89  | Становништво од 15 до 17 година похађа школу                                                     | 5169     |
| 90  | Мушко становништво од 15 до 17 година похађа школу                                               | 2725     |
| 91  | Женско становништво између 15 и 17 година живота у школи                                         | 2444     |
| 92  | Становништво од 18 до 24 године похађа школу                                                     | 3718     |
| 93  | Мушко становништво од 18 до 24 године похађа школу                                               | 1970     |
| 94  | Женско становништво од 18 до 24 године похађа школу                                              | 1748     |
| 95  | Становништво од 8 до 14 година које не може да чита и пише                                       | 738      |
| 96  | Мушко становништво старосног доба од 8 до 14 година које не може да чита и пише                  | 426      |
| 97  | Женско становништво старосног доби од 8 до 14 година које не може да чита и пише                 | 312      |
| 98  | Становништво од 15 година и више које је неписмено                                               | 5551     |
| 99  | Мушко становништво од 15 година и више које је неписмено                                         | 2174     |
| 100 | Женско становништво од 15 година и више које је неписмено                                        | 3377     |
| 101 | Становништво старо 15 и више година без школовања                                                | 3848     |
| 102 | Мушко становништво старо 15 и више година без школовања                                          | 1454     |
| 103 | Женско становништво старо 15 и више година без школовања                                         | 2394     |
| 104 | Становништво старосног доба 15 и више година са непотпуним основним образовањем                  | 11628    |
| 105 | Мушко становништво старосног доба од 15 година и више са непотпуном основним образовањем         | 5566     |
| 106 | Женско становништво старосног доба 15 и више година са непотпуном основним образовањем           | 6062     |
| 107 | Становништво старо 15 и више година са комплетним основним образовањем                           | 9695     |
| 108 | Мушко становништво старо 15 година и више са комплетним основним образовањем                     | 4481     |
| 109 | Женско становништво старо 15 и више година са комплетним основним образовањем                    | 5214     |
| 110 | Становништво старосног доба 15 и више година са непотпуним средњим образовањем                   | 3216     |
| 111 | Мушко становништво старосног доба од 15 година и више са непотпуним средњим образовањем          | 1602     |
| 112 | Женско становништво старосног доба од 15 година и више са непотпуним средњим образовањем         | 1614     |
| 113 | Становништво старо 15 и више година са пуним секундарном образовањем                             | 17589    |
| 114 | Мушко становништво старосног доба од 15 година и више са пуним секундарном образовањем           | 8848     |
| 115 | Женско становништво старосног доба од 15 година и више са пуним секундарном образовањем          | 8741     |
| 116 | Становништво старије од 18 година са постосновним образовањем                                    | 19977    |
| 117 | Мушко становништво старије од 18 година са постосновним образовањем                              | 10620    |
| 118 | Женско становништво старије од 18 година са постосновним образовањем                             | 9357     |
| 119 | Просечна оцена школовања                                                                         | 8.15     |
| 120 | Просечан ниво образовања мушке популације                                                        | 8.43     |
| 121 | Просечан ниво образовања женског становништва                                                    | 7.88     |
| 122 | Економски активно становништво                                                                   | 32567    |
| 123 | Економски активна мушка популација                                                               | 26916    |
| 124 | Економски активна женска популација                                                              | 5651     |
| 125 | Становништво које није економски активно                                                         | 41912    |
| 126 | Мушко становништво које није економски активно                                                   | 9834     |
| 127 | Женско становништво које није економски активно                                                  | 32078    |
| 128 | Запослено становништво                                                                           | 30603    |
| 129 | Запослено мушко становништво                                                                     | 25238    |
| 130 | Запослено женско становништво                                                                    | 5365     |
| 131 | Незапослена популација                                                                           | 1964     |
| 132 | Незапослена мушка популација                                                                     | 1678     |
| 133 | Незапослена женска популација                                                                    | 286      |
| 134 | Становништво без права на здравствене услуге                                                     | 29369    |
| 135 | Становништво које има право на здравствене услуге                                                | 72292    |
| 136 | Становништво које има право на ИМСС                                                              | 6070     |
| 137 | Становништво које има право на социјално осигурање                                               | 3433     |
| 138 | Становништво које има право на државно социјално осигурање                                       | 1441     |
| 139 | Становништво које има право на опште осигурање или здравствено осигурање за нову генерацију      | 55645    |
| 140 | Становништво које је било једном или није било у браку током 12 година и више                    | 25732    |
| 141 | Венчано или уједињено становништво од 12 година и више                                           | 42338    |
| 142 | Становништво које је било у браку или уједињено 12 година и више                                 | 6697     |
| 143 | Становништво са католичком религијом                                                             | 62647    |
| 144 | Протестанти, еванђелисти и библијски следбеници различити од еванђелиста                         | 27594    |
| 145 | Становништво са другим религијама различитим од претходних                                       | 58       |
| 146 | Становништво без религије                                                                        | 10275    |
| 147 | Укупно пописаних домаћинства                                                                     | 24263    |
| 148 | Пописна домаћинства на челу са мушкарцима                                                        | 19470    |
| 149 | Пописна домаћинства на челу са женама                                                            | 4793     |
| 150 | Становништво у пописним домаћинствима                                                            | 101774   |
| 151 | Становништво у пописним домаћинствима на челу са мушкарцима                                      | 85038    |
| 152 | Становништво у пописним домаћинствима на челу са женама                                          | 16736    |
| 153 | Укупно домаћинстава                                                                              | 28042    |
| 154 | Укупно насељених домаћинстава                                                                    | 24353    |
| 155 | Укупно приватних кућа                                                                            | 27952    |
| 156 | Насељени приватни домови                                                                         | 24263    |
| 157 | Укупно насељених приватних кућа                                                                  | 24351    |
| 158 | Ненасељене приватне куће                                                                         | 2285     |
| 159 | Појединачна домаћинства за привремену употребу                                                   | 1404     |
| 160 | Становници у насељеним приватним кућама                                                          | 101774   |
| 161 | Насељеност станара у приватним становима                                                         | 4.19     |
| 162 | Просечно становника по соби у приватним насељеним домаћинствима                                  | 1.44     |
| 163 | Појединачна домаћинства са подовима од различитих материјала од земље                            | 21162    |
| 164 | Појединачна домаћинства у приземљу                                                               | 2986     |
| 165 | Појединачна домаћинства са једном спаваћом собом                                                 | 10852    |
| 166 | Појединачна домаћинства са две спаваће собе и више                                               | 13331    |
| 167 | Појединачна домаћинства са једним собом                                                          | 5310     |
| 168 | Појединачна домаћинства са две собе                                                              | 4329     |
| 169 | Појединачна домаћинства са 3 собе и више                                                         | 14508    |
| 170 | Појединачна домаћинства која имају електрично светло                                             | 23575    |
| 171 | Појединачна домаћинства која немају електрично светло                                            | 610      |
| 172 | Појединачна домаћинства која имају водоводну воду у стамбеном простору                           | 8079     |
| 173 | Појединачна домаћинства која немају водоводну воду у стамбеном простору                          | 16069    |
| 174 | Појединачна домаћинства која имају тоалет                                                        | 22591    |
| 175 | Појединачна домаћинства која имају канализацију                                                  | 21622    |
| 176 | Појединачна домаћинства која немају канализацију                                                 | 2464     |
| 177 | Појединачна домаћинства која имају електрично светло, довод воде из јавне мреже и канализацију   | 7756     |
| 178 | Појединачна домаћинства без икаквих услова                                                       | 1522     |
| 179 | Појединачна домаћинства која имају радио                                                         | 14927    |
| 180 | Појединачна домаћинства која имају телевизор                                                     | 20400    |
| 181 | Појединачна домаћинства која имају фрижидер                                                      | 17772    |
| 182 | Појединачна домаћинства која имају машину за веш                                                 | 14140    |
| 183 | Појединачна домаћинства која имају аутомобил или комби                                           | 2851     |
| 184 | Појединачна домаћинства која имају рачунар                                                       | 2367     |
| 185 | Појединачна домаћинства која имају фиксну телефонску линију                                      | 2667     |
| 186 | Појединачна домаћинства која имају мобилни телефон                                               | 11100    |
| 187 | Појединачна домаћинства која имају приступ интернету                                             | 874      |